# Zoe Saldaña
Zoe Yadira Saldaña-Perego (psáno též jako Zoë Saldaña, Zoë Saldana či Zoe Saldana; * 19. června 1978, Passaic, New Jersey, USA) je americká herečka. Nejvýraznější role ztvárnila ve filmech Rozjeď to! (2002), jako Anamaria v Pirátech z Karibiku: Prokletí Černé perly (2003), jako Nyota Uhura ve Star Treku (od 2009), jako princezna Neytiri v nejvýnosnějším snímku všech dob Avatar (2009) a jako Gamora ve filmech Strážci Galaxie (2014) a Avengers: Endgame (2019).

## Mládí
Rodným jménem je uváděna jako Zoe Yadira Zaldaña Nazario nebo Zoe Yadira Zaldana Nazario. Narodila se v americkém New Jersey portorické matce a otci pocházejícímu z Dominikánské republiky. Jejími rodnými jazyky jsou španělština a angličtina. V jejích 10 letech se rodina přestěhovala do Dominikánské republiky, kde žila dalších sedm let. Navštěvovala baletní třídu v jedné z nejprestižnějších škol na ostrově.
V 17 letech se vrátila do New Yorku, začala vystupovat v divadelní společnosti  Faces theater troupe, která měla na repertoáru hry zaměřené na osvětu teenagerů v oblastech zneužívání léčiv a pohlavního zneužití. Také účinkovala v divadle New York Youth Theater.

## Kariéra
Zoe byla členkou FACES, když získala roli v epizodě seriálu Zákon a pořádek v roce 1999. První filmová role přišla o rok později s tanečním filmem Tanec s vášní.. Následně se objevila ve snímku po boku Britney Spears Crossroads a v komedii Rozjeď to!. V roce 2003 získala roli Anamarie ve filmu Piráti z Karibiku: Prokletí Černé perly. V roce 2004 se objevila ve třech filmech Terminál, Ztracený ráj a Temptation. V roce 2005 hrála ve filmech Constellation a Hádej kdo?, po boku Ashtona Kutchera, o rok později ve filmu Premium.
V roce 2009 nastal průlom v její kariéře s filmy Avatar a Star Trek (Nyota Uhura). V roce 2010 hrála ve filmu Parchanti, Chmatáci, Horší než smrt a Burning Palms. V srpnu 2010 se stala tváří značky Calvin Klein. V roce 2011 účinkovala v kriminálním dramatu Colombiana. V roce 2012 získala roli v romanticko-dramatickém filmu The Words.
V květnu 2013 měl premiéru film Star Trek: Do temnoty, ve kterém znovu hrála roli Uhury. V roce 2014 získala roli Gamory ve filmu Strážci Galaxie. V květnu 2014 získala roli v televizním mini seriálu adaptace Rosemary's Baby. Roku 2016 se opět představila jako Uhura ve snímku Star Trek: Do neznáma. V roce 2017 si zopakovala roli Gamory ve filmech Strážci Galaxie Vol. 2, o rok později ve filmu Avengers: Infinity War a v roce 2019 se objevila ve filmu Avengers: Endgame.
Na rok 2022 byla naplánovaná premiéra filmu Avatar 2.

## Osobní život
V červnu 2010 se zasnoubila se svým dlouholetým přítelem hercem a vedoucím My Fashion Database Keithem Brittonem. V listopadu roku 2011 oznámili ukončení vztahu po 11 letech. Krátce nato začala chodit s hercem Bradleym Cooperem. Svůj vztah ukončili v lednu 2013.
V březnu 2013 začala chodit s italským umělcem Markem Peregou. Tajně se vzali v červnu 2013 v Londýně. V listopadu 2014 se jim narodila dvojčata: Bowie a Cy. V prosinci 2016 se jim narodil třetí syn, který dostal jméno Zen.

## Filmografie

### Film

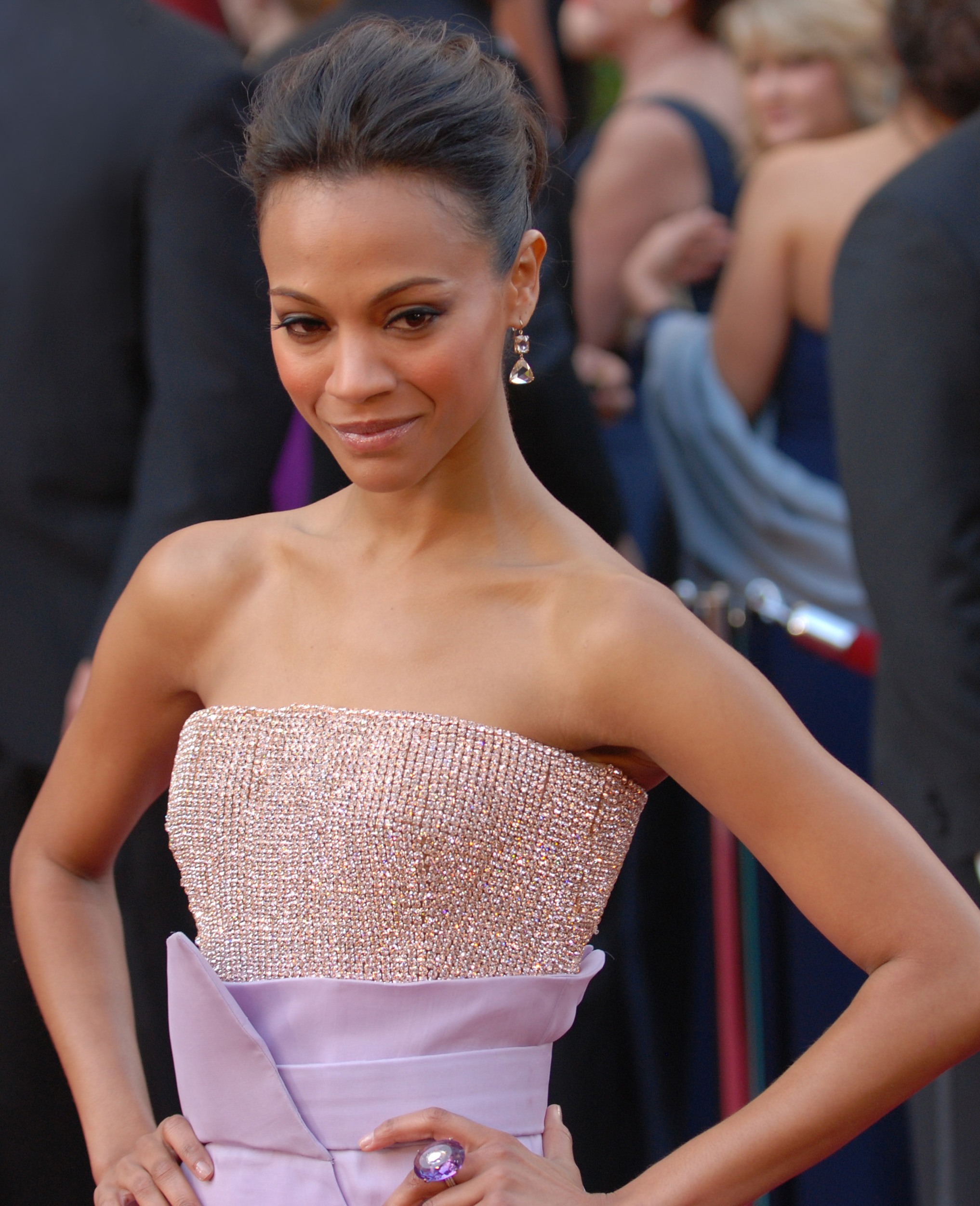
Saldaña na udílení Oscarů, 2010

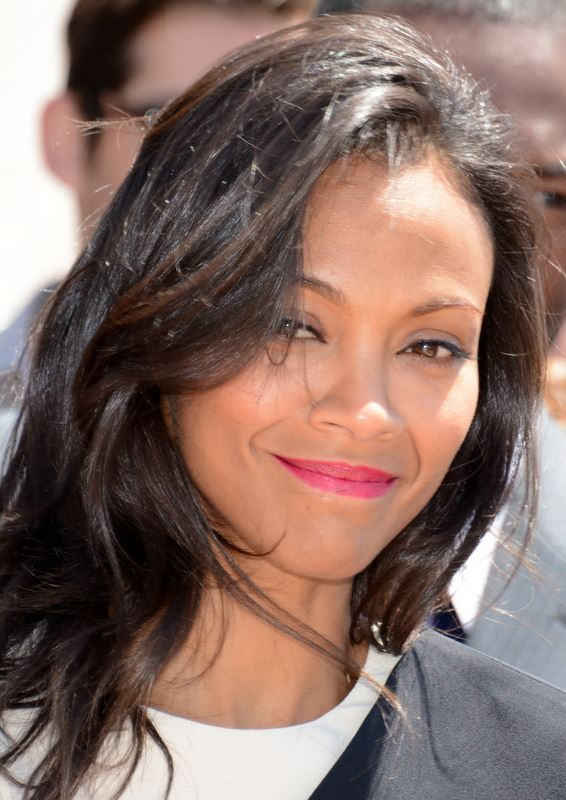
Saldaña v roce 2013

| Rok  | Název                                   | Role                   | Poznámky                                                                |
| ---- | --------------------------------------- | ---------------------- | ----------------------------------------------------------------------- |
| 2000 | Tanec s vášní                           | Eva Rodriguez          | se jménem Zoë Saldana                                                   |
| 2001 | Holka jako lusk                         | Maggie                 | se jménem Zoë Saldana                                                   |
| 2001 | Snipes                                  | Cheryl                 | alias Prolifik                                                          |
| 2002 | Crossroads                              | Kit                    | se jménem Zoë Saldana                                                   |
| 2002 | Rozjeď to!                              | Laila                  | se jménem Zoë Saldana                                                   |
| 2003 | Piráti z Karibiku: Prokletí Černé perly | Anamaria               | dabing: Vanda Hybnerová                                                 |
| 2004 | Terminál                                | Dolores Torres         | se jménem Zoë Saldana dabing: Jitka Moučková                            |
| 2004 | Ztracený ráj                            | Andrea                 |                                                                         |
| 2004 | Temptation                              | Annie                  |                                                                         |
| 2005 | Constellation                           | Rosa Boxer             |                                                                         |
| 2005 | Hádej kdo?                              | Theresa Jones          | se jménem Zoë Saldana                                                   |
| 2005 | Divoká noc                              | Rachel Buff            | se jménem Zoe Saldaña                                                   |
| 2005 | La maldición del padre Cardona          | Flor                   | se jménem Zoe Saldaña                                                   |
| 2006 | Premium                                 | Charli                 |                                                                         |
| 2006 | Ways of the Flesh                       | Donna                  | alias Heart Specialist                                                  |
| 2007 | Po sexu                                 | Kat                    |                                                                         |
| 2007 | Blackout                                | Claudine               |                                                                         |
| 2008 | Úhel pohledu                            | Angie Jones            | se jménem Zoë Saldana dabing: Jana Páleníčková                          |
| 2009 | Star Trek                               | Nyota Uhura            | se jménem Zoë Saldana dabing: Lucie Vondráčková                         |
| 2009 | Prokletý                                | Cassie                 |                                                                         |
| 2009 | Avatar                                  | Neytiri                | dabing: Andrea Elsnerová                                                |
| 2010 | Parchanti                               | Aisha                  | dabing: Jitka Ježková                                                   |
| 2010 | Chmatáci                                |                        |                                                                         |
| 2010 | Horší než smrt                          | Elaine                 |                                                                         |
| 2010 | Burning Palms                           | Sara Cotton            |                                                                         |
| 2011 | Colombiana                              | Cataleya Restrepo      |                                                                         |
| 2012 | The Words                               | Dora Jansen            |                                                                         |
| 2013 | Star Trek: Do temnoty                   | Nyota Uhura            |                                                                         |
| 2013 | Pokrevní pouto                          | Vanessa                |                                                                         |
| 2013 | Pryč od pece                            | Lena Warren            |                                                                         |
| 2014 | Svět na houpačce                        | Maggie Stuart          |                                                                         |
| 2014 | Kniha života                            | Maria (hlas)           |                                                                         |
| 2014 | Strážci Galaxie                         | Gamora                 |                                                                         |
| 2014 | Unity                                   | Vypravěč               | Dokument                                                                |
| 2016 | Nina                                    | Nina Simone            |                                                                         |
| 2016 | Star Trek: Do neznáma                   | Nyota Uhura            |                                                                         |
| 2016 | Pod rouškou noci                        | Graciella Corrales     |                                                                         |
| 2017 | Strážci Galaxie Vol. 2                  | Gamora                 |                                                                         |
| 2017 | My Little Pony Film                     | kapitán Calaeno (hlas) |                                                                         |
| 2018 | Avengers: Infinity War                  | Gamora                 |                                                                         |
| 2018 | Boj s obry                              | paní Mollé             |                                                                         |
| 2019 | Avengers: Endgame                       | Gamora                 |                                                                         |
| 2021 | Vivo                                    | Rosa (hlas)            |                                                                         |
| 2022 | Projekt Adam                            | Laura Shane            |                                                                         |
| 2022 | Avatar: The Way of Water                | Neytiri                |                                                                         |
| 2022 | Strážci Galaxie: Vánoční speciál        | Gamora                 | speciál                                                                 |
| 2023 | Avatar 3                                | Neytiri                |                                                                         |
| 2023 | Guardians of the Galaxy Vol. 3          | Gamora                 |                                                                         |
| 2024 | Emilia Pérez                            | Rita Mora Castro       | Zlatý glóbus v kategorii Nejlepší ženský herecký výkon ve vedlejší roli |
| 2025 | Avatar 4                                | Neytiri                |                                                                         |

### Televize
| Rok       | Název                                     | Role               | Poznámky                                        |
| --------- | ----------------------------------------- | ------------------ | ----------------------------------------------- |
| 1999      | Zákon a pořádek                           | nedůvěryhodná      | díl: „Merger“                                   |
| 2004      | Zákon a pořádek: Útvar pro zvláštní oběti | Gabrielle Vega     | díl: „Kriminálník“                              |
| 2006-2007 | Six Degrees                               | Regina             | 5 dílů                                          |
| 2013      | Comedy Bang! Bang!                        | Samu sebe          | díl: „Zoe Saldana Wears A Tan Blouse & Glasses" |
| 2014      | Rosemary's Baby                           | Rosemary Woodhouse | Mini-seriál, 2 díly, také producentka           |
| 2021      | What If…?                                 | Gamora             | host                                            |

## Ocenění a nominace
| Rok  | Ocenění                                     | Kategorie                                                    | Práce                  | Výsledek  |
| ---- | ------------------------------------------- | ------------------------------------------------------------ | ---------------------- | --------- |
| 2003 | MTV Movie Awards                            | nejlepší filmový polibek (sdíleno s Nickem Cannonem)         | Rozjeď to!             | nominace  |
| 2005 | Teen Choice Awards                          | filmový objev roku: žena                                     | Hádej kdo?             | nominace  |
| 2006 | Black Reel Awards                           | nejlepší ženský herecký výkon v hlavní roli                  | Hádej kdo?             | nominace  |
| 2009 | ALMA Awards                                 | nejlepší filmová herečka                                     | Star Trek              | nominace  |
| 2009 | Boston Society of Film Critics              | nejlepší herecké obsazení                                    | Star Trek              | vítězství |
| 2009 | Teen Choice Awards                          | nejlepší filmová herečka: akční                              | Star Trek              | nominace  |
| 2009 | Washington DC Area Film Critics Association | nejlepší herecké obsazení                                    | Star Trek              | nominace  |
| 2009 | People's Choice Awards                      | objev roku: herečka                                          | Star Trek              | nominace  |
| 2009 | Scream Awards                               | nejoblíbenější filmová herečka: akční                        | Star Trek              | nominace  |
| 2009 | Scream Awards                               | objev roku: žena                                             | Star Trek              | nominace  |
| 2009 | Scream Awards                               | nejlepší herecké obsazení                                    | Star Trek              | nominace  |
| 2009 | BET Awards                                  | nejlepší ženský herecký výkon v hlavní roli                  | Star Trek              | nominace  |
| 2009 | Black Reel Awards                           | nejlepší ženský herecký výkon v hlavní roli                  | Star Trek              | nominace  |
| 2009 | Critics' Choice Movie Awards                | nejlepší herecké obsazení                                    | Star Trek              | nominace  |
| 2009 | Empire Awards                               | nejlepší ženský herecký výkon v hlavní roli                  | Avatar                 | vítězství |
| 2009 | Kids' Choice Awards                         | nejroztomilejší filmový pár (sdíleno se Samem Worthingtonem) | Avatar                 | nominace  |
| 2009 | Kids' Choice Awards                         | nejoblíbenější filmová herečka                               | Avatar                 | nominace  |
| 2009 | MTV Movie Awards                            | nejlepší ženský herecký výkon v hlavní roli                  | Avatar                 | nominace  |
| 2009 | MTV Movie Awards                            | nejlepší filmový polibek (sdíleno se Samem Worthingtonem)    | Avatar                 | nominace  |
| 2009 | Scream Awards                               | nejlepší filmová herečka: sci-fi                             | Avatar                 | nominace  |
| 2009 | Cena Saturn                                 | nejlepší ženský herecký výkon v hlavní roli                  | Avatar                 | vítězství |
| 2009 | Teen Choice Awards                          | nejlepší filmová herečka: sci-fi                             | Avatar                 | vítězství |
| 2009 | Teen Choice Awards                          | nejlepší filmová herečka: akční                              | Parchanti              | nominace  |
| 2009 | Teen Choice Awards                          | nejlepší filmová herečka: komedie                            | Horší než smrt         | nominace  |
| 2011 | ALMA Awards                                 | nejlepší filmová herečka: drama/dobrodružný                  | Chmatáci               | nominace  |
| 2011 | BET Awards                                  | nejlepší ženský herecký výkon v hlavní roli                  | Parchanti              | nominace  |
| 2011 | BET Awards                                  | nejlepší ženský herecký výkon v hlavní roli                  | Horší než smrt         | nominace  |
| 2011 | Image Awards                                | nejlepší ženský herecký výkon v hlavní roli                  | Parchanti              | nominace  |
| 2012 | BET Awards                                  | nejlepší ženský herecký výkon v hlavní roli                  | Colombiana             | nominace  |
| 2012 | Black Reel Awards                           | nejlepší ženský herecký výkon v hlavní roli                  | Colombiana             | nominace  |
| 2012 | Image Awards                                | nejlepší ženský herecký výkon v hlavní roli                  | Colombiana             | nominace  |
| 2012 | Teen Choice Awards                          | nejlepší filmová herečka: akční film                         | Colombiana             | vítězství |
| 2012 | ALMA Awards                                 | nejlepší filmová herečka: drama/dobrodružný                  | Colombiana             | vítězství |
| 2013 | Teen Choice Awards                          | nejlepší letní filmová hvězda: žena                          | Star Trek: Do temnoty  | nominace  |
| 2015 | Black Reel Awards                           | nejlepší herečka v hlavní roli: TV film nebo minisérie       | Rosemary's Baby        | nominace  |
| 2015 | Black Reel Awards                           | nejlepší herečka ve vedlejší roli                            | Strážci Galaxie        | nominace  |
| 2015 | Black Reel Awards                           | nejlepší hlas                                                | Kniha života           | nominace  |
| 2015 | People's Choice Awards                      | nejlepší filmová herečka: akční film                         | Strážci Galaxie        | nominace  |
| 2016 | Teen Choice Awards                          | nejlepší filmová herečka: teenagerský film                   | Star Trek: Do neznáma  | nominace  |
| 2017 | People's Choice Awards                      | nejlepší filmová herečka: akční film                         | Star Trek: Do neznáma  | nominace  |
| 2017 | Kids' Choice Awards                         | nejlepší nakopávač zadků                                     | Star Trek: Do neznáma  | nominace  |
| 2017 | Teen Choice Awards                          | nejlepší filmová herečka: sci-fi                             | Strážci Galaxie Vol. 2 | vítězství |
| 2017 | Teen Choice Awards                          | nejlepší filmový pár (sdíleno s Chrisem Prattem)             | Strážci Galaxie Vol. 2 | nominace  |
| 2018 | Teen Choice Awards                          | nejlepší filmová herečka: akční film                         | Avengers: Infinity War | nominace  |
| 2018 | Teen Choice Awards                          | nejlepší filmový polibek (sdíleno s Chrisem Prattem)         | Avengers: Infinity War | nominace  |
| 2024 | Zlatý glóbus                                | nejlepší ženský herecký výkon ve vedlejší roli               | Emilia Pérez           | vítězství |
| 2024 | Oscar                                       | nejlepší ženský herecký výkon ve vedlejší roli               | Emilia Pérez           | vítězství |